# Mentőrakéta

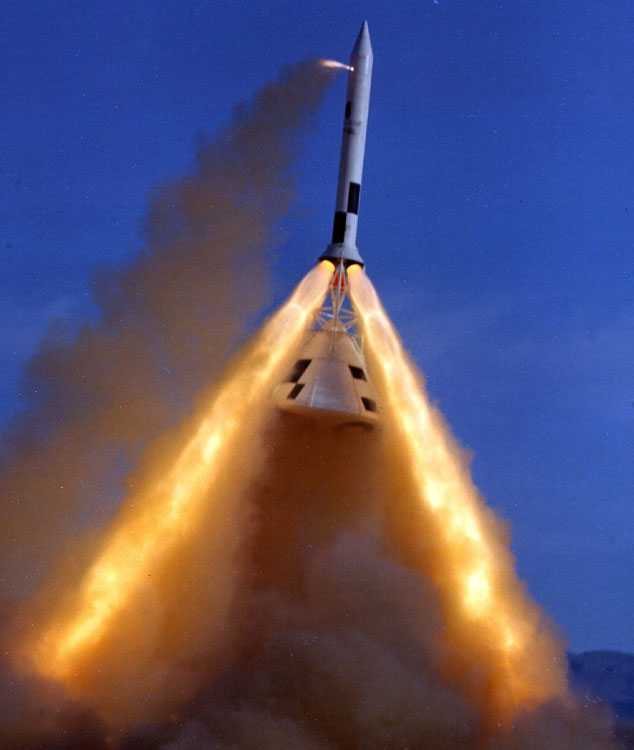
Az Apollo űrhajóhoz használt mentőrakéta tesztelése

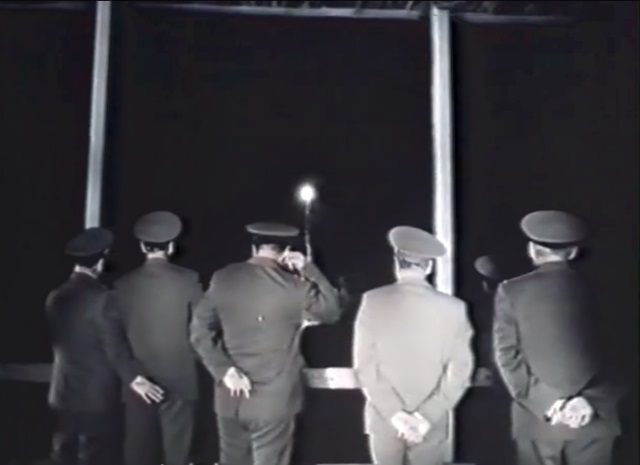
A fényes pont az égen a Szojuz T–10–1 mentőrakétája működés közben, a földön áll a felrobbanó hordozórakéta

A mentőrakéta az embert szállító űrhajók indításához használt űrhajózási hordozórakéták orrára szerelt nagy tolóerejű, rövid égésidejű, szilárd hajtóanyagú rakéta, melynek feladata, hogy a hordozórakéta végzetes meghibásodása vagy felrobbanása előtt az orrban lévő űrhajó visszatérő egységét gyorsan, a hordozórakétáénál lényegesen nagyobb gyorsulással eltávolítsa. A kiégést követően a mentőrakéta az orrkúppal együtt leválik a visszatérő egységről, mely saját ejtőernyőjével együtt száll le.
A szovjet űrprogramban két alkalommal is használtak éles helyzetben mentőrakétát.
A Szojuz–18A (nem azonos a később újraszámozott Szojuz–18-cal) hordozórakétájának második és harmadik fokozata 1975. április 5-én, úton a Szaljut–4 űrállomás felé, 145 kilométeres magasságban nem vált szét, ami miatt a tervezett alacsony Föld körüli pálya helyett ballisztikus pályára állt. A mentőrakéta a már a Föld felé zuhanó űrhajót választotta le a rakétáról, a tervezett 15 helyett 21,3 g túlterheléssel. A leszállóegység ennek ellenére sikeresen földet ért Mongóliában, Vaszilij Grigorjevics Lazarev és Oleg Grigorjevics Makarov űrhajósok sértetlenek maradtak.
A Szojuz T–10–1 hordozórakétája 1983. szeptember 26-án, már a visszaszámlálás alatt, T-90 másodpercnél felrobbant. Ekkor a mentés az indítóálláson álló rakétából történt, szintén sikeresen, Vlagyimir Tyitov és Gennagyij Sztrekalov zúzódásos sérüléseket szereztek.
A Space Shuttle űrrepülőgépen nem volt lehetőség mentőrakéta elhelyezésére, amely valószínűleg megakadályozhatta volna a Challenger-katasztrófát.